# Пейдж (тауншип, Миннесота)
Пейдж (англ. Page) — тауншип в округе Мил-Лакс, Миннесота, США. На 2000 год его население составило 600 человек.

## География
По данным Бюро переписи населения США площадь тауншипа составляет 92,6 км², из которых 92,6 км² занимает суша, водоёмов нет.

## Демография
По данным переписи населения 2000 года здесь находились 600 человек, 213 домохозяйств и 166 семей.  Плотность населения —  6,5 чел./км².  На территории тауншипа расположено 238 построек со средней плотностью 2,6 построек на один квадратный километр. Расовый состав населения: 98,33 % белых, 0,33 % коренных американцев, 0,17 % азиатов и 1,17  приходится на две или более других рас. Испанцы или латиноамериканцы любой расы составляли 0,17 % от популяции тауншипа.
Из 213 домохозяйств в 42,3 % воспитывались дети до 18 лет, в 66,2 % проживали супружеские пары, в 5,2 % проживали незамужние женщины и в 21,6 % домохозяйств проживали несемейные люди. 20,2 % домохозяйств состояли из одного человека, при том 5,2 % из — одиноких пожилых людей старше 65 лет. Средний размер домохозяйства — 2,82, а семьи — 3,25 человека.
32,7 % населения — младше 18 лет, 6,2 % — в возрасте от 18 до 24 лет, 27,0 % — от 25 до 44, 25,5 % — от 45 до 64, и 8,7 % — старше 65 лет. Средний возраст — 37 лет. На каждые 100 женщин приходилось 111,3 мужчин.  На каждые 100 женщин старше 18 приходилось 113,8 мужчин.
Средний годовой доход домохозяйства составлял 45 556 долларов, а средний годовой доход семьи —  49 479 долларов. Средний доход мужчин —  30 909  долларов, в то время как у женщин — 24 375. Доход на душу населения составил 17 050 долларов. За чертой бедности находились 0,6 % семей и 3,0 % всего населения тауншипа, из которых 2,6 % младше 18 и 3,8 % старше 65 лет.